# Мухневский, Зыгмунт
Зыгмунт Мучневский (пол. Zygmunt Muchniewski; 30 июля 1896 — 5 января 1979, Лондон) — польский политический и государственный деятель, премьер-министр польского правительства в изгнании в 1970—1972 годах.

## Биография
В межвоенный период служил в разведке Пограничного корпуса, затем был воеводским советником в Брест, в 1932—1938 годах — старостой в Тчеве. До начала Второй мировой войны был начальником общественно-политического отдела Воеводского управления в Кракове.
После начала Второй мировой войны оказался во Франции, участвовал в сражениях, после капитуляции Франции — участник французского движения Сопротивления.
С 1948 года жил в Великобритании. Участвовал в политической жизни эмиграции как член трудовой партии Польши в изгнании. В ноябре 1958 года был назначен заместителем госсекретаря Президиума Совета министров в правительстве Антония Паёнка. Фактически возглавлял Министерство по делам религий, культуры и образования вместо больного Станислава Доленги-Моджевского. С сентября 1959 года занимал пост министра польской политической эмиграции, а с января 1961 года одновременно вновь возглавил министерство по делам религий, образования и культуры. Он также был министром польской политической эмиграции в третьем правительстве Антония Паёнка (1963—1965).
С 16 июля 1970 по 14 июля 1972 года был премьер-министром польского правительства в изгнании, стремился объединить силы польской эмиграции.

## Награды
- Орден Возрождения Польши 1 степени (1972)
- Орден Возрождения Польши 2 степени (1970)